# Daxingzhuang, Henan
Daxingzhuang (kinesiska: 大邢庄, 大邢庄乡) är en socken i Kina. Den ligger i provinsen Henan, i den centrala delen av landet, omkring 230 kilometer sydost om provinshuvudstaden Zhengzhou. Antalet invånare är 23 833. Befolkningen består av 12 322 kvinnor och 11 511 män. Barn under 15 år utgör 25,0 %, vuxna 15-64 år 63 %, och äldre över 65 år 10,0 %.
Genomsnittlig årsnederbörd är 1 047 millimeter. Den regnigaste månaden är augusti, med i genomsnitt 224 mm nederbörd, och den torraste är januari, med 13 mm nederbörd.